# Ochropsora
Ochropsora is een geslacht van roesten uit de familie Ochropsoraceae. De typesoort is Ochropsora sorbi. Later is deze soort hernoemd naar Ochropsora ariae.

## Soorten
Volgens Index Fungorum telt het geslacht vier soorten (peildatum april 2022):
| Soortnaam                                     | Auteur(s)                       | Publicatiejaar |
| --------------------------------------------- | ------------------------------- | -------------- |
| Ochropsora ariae (Bosanemoon-lijsterbesroest) | (Fuckel) Ramsb.                 | 1914           |
| Ochropsora daisenensis                        | T. Hirats. & S. Uchida          | 1960           |
| Ochropsora nambuana                           | (Henn.) Dietel                  | 1908           |
| Ochropsora staphyleae                         | Y. Ono, S. Chatasir & E. Tanaka | 2020           |